# Libres sont les papillons (film)
Pour plus de détails, voir Fiche technique et Distribution.
Libres sont les papillons (titre original : Butterflies Are Free) est un film américain réalisé par Milton Katselas, sorti en 1972.

## Fiche technique
- Titre : Libres sont les papillons
- Titre original : Butterflies Are Free
- Réalisation : Milton Katselas
- Scénario : Leonard Gershe, d'après sa pièce éponyme
- Photographie : Charles Lang
- Montage : David E. Blewitt
- Musique : Bob Alcivar
- Producteur : M.J. Frankovich
- Société de production : Frankovich Productions
- Sociétés de distribution : Columbia Pictures
- Pays d'origine :  États-Unis
- Format : Couleurs (Eastmancolor) — 35 mm — 1,85:1 — Son : Mono
- Genre : Comédie dramatique
- Durée : 109 minutes (1 h 49)
- Date de sortie : 
  - États-Unis : 6 juillet 1972
  - Allemagne de l'Ouest : 3 novembre 1972
  - Italie : 5 avril 1973

## Distribution
- Goldie Hawn : Jill Tanner
- Edward Albert : Don Baker
- Eileen Heckart : Mrs. Baker
- Paul Michael Glaser : Ralph
- Michael Warren : Roy

## Récompenses et distinctions
- Oscar de la meilleure actrice dans un second rôle pour Eileen Heckart